# Zaton (Nona)
Zaton (in italiano Zatton) è una frazione della città croata di Nona.